# Alloperissa
Alloperissa és un gènere d'arnes de la família Crambidae. Conté només una espècie, Alloperissa creagraula, que es troba a Fiji.